# NGC 3090
NGC 3090 ist eine elliptische Galaxie vom Hubble-Typ E2 im Sternbild Sextant südlich der Ekliptik. Sie ist schätzungsweise 265 Millionen Lichtjahre von der Milchstraße entfernt und hat einen Durchmesser von etwa 135.000 Lj.
Im selben Himmelsareal befinden sich u. a. die Galaxien NGC 3083, NGC 3086, NGC 3092, NGC 3093.
Das Objekt wurde am 22. Januar 1865 vom deutschen Astronomen Albert Marth entdeckt.